# Незамысл
Незамысл (чеш. Nezamysl) — первый из легендарных князей Чехии. Согласно «Чешской хронике» Козьмы Пражского, был сыном Пржемысла Пахаря и Либуше. После смерти отца занял его место. Единственным доказательством существования его и остальных мифических князей считается фреска в ротонде в городе Зноймо. Легендарный основатель Праги.

## Споры об именах
Впервые это имя вспомнил Козьма Пражский и из его труда оно начало кочевать по всем работам вплоть до середины XIX века. Затем начались споры о происхождении имени. Само имя Незамысл в переводе со старославянского языка означает «не думающий».
- Душан Тржештик считает, что имена Пржемысл и Незамысл являются наследием древней индоевропейской двоединости богов, так же как Прометей и Эпиметей, Лель и Полель и так далее, то есть мифические князья чехов на самом деле были богами.
- Завиш Каландра утверждал, что мифических князей было именно семь, так как их имена означают старинные названия дней недели. В данном случае имя Незамысла, «не думающего», означает воскресенье, поскольку в воскресенье славяне никогда не работали, и этот день был для них праздничным.
- Владимир Карбусицкий считает, что семь мифических князей является ничем иным, как неправильно прочитанный текст. В послании к франкам от чехов, датируемым IX веком, сказано:

Krok 'kazi (Tetha), lubo premyšl, nezamyšl m’nata voj’nu’ni zla, kr 'z my s' neklan (am), gosti vit
.
Возможным переводом является фраза: Остановись, Тета, и подумай. Не задумываем на тебя войны ни зла, спины свои не гнём, гостей приветствуем.

## Легендарная биография
Кроме хроники Козьмы Пражского сведения о первых князьях Чехии содержатся в Далимиловой хронике. Чешский хронист XVI века Вацлав Гаек из Либочан заимствовал их хроник Козьмы и Далимила генеалогию первых Пршемысловичей и сведения о правлении князей Неклана и Гостивита, главным
образом, о войне с лучанами. Остальное историческое содержание периода правления легендарных князей Чехии, по мнению Г. П. Мельникова, Вацлав Гаек явно выдумал сам.
Согласно хронике Вацлава Гаека из Либочан, чешскому князю-пахарю Пршемыслу в 745 году наследовал его сын Незамысл. Гаек представляет Незамысла правителем мудрым (несмотря на имя), миролюбивым, но способным в случае необходимости прибегнуть к военной силе. Как пишет Гаек, «князь Незамысл начал княжеством своим очень мудро править и со всех сторон его расширять». В 748 году Незамысл вступил в военный конфликт с коуржимским князем Розгонем из-за территориального спора. Незамысл победил Розгоня, отрезал ему нос и собственноручно принес его в Коуржим.